# بونجايجاون
بونجايجاون رمزها «BO» (بالإنجليزية: Bongaigaon)‏ ، هو تقسيم إداري لدولة الهند تتبع ولاية أسام (بالإنجليزية: Assam)‏ ، مركزها هو مدينة بونجايجاون (بالإنجليزية: Bongaigaon)‏ عدد سكانها حسب تعداد سنة 2001 هو 906,315 ، مساحتها 2,510 كم² وكثافة السكان 361 لكل كم² .

## المناخ
يظهر الجدول التالي التغييرات المناخية على مدار السنة لبونجايجاون:
| البيانات المناخية لـبونجايجاون    | البيانات المناخية لـبونجايجاون | البيانات المناخية لـبونجايجاون | البيانات المناخية لـبونجايجاون | البيانات المناخية لـبونجايجاون | البيانات المناخية لـبونجايجاون | البيانات المناخية لـبونجايجاون | البيانات المناخية لـبونجايجاون | البيانات المناخية لـبونجايجاون | البيانات المناخية لـبونجايجاون | البيانات المناخية لـبونجايجاون | البيانات المناخية لـبونجايجاون | البيانات المناخية لـبونجايجاون | البيانات المناخية لـبونجايجاون |
| الشهر                             | يناير                          | فبراير                         | مارس                           | أبريل                          | مايو                           | يونيو                          | يوليو                          | أغسطس                          | سبتمبر                         | أكتوبر                         | نوفمبر                         | ديسمبر                         | المعدل السنوي                  |
| --------------------------------- | ------------------------------ | ------------------------------ | ------------------------------ | ------------------------------ | ------------------------------ | ------------------------------ | ------------------------------ | ------------------------------ | ------------------------------ | ------------------------------ | ------------------------------ | ------------------------------ | ------------------------------ |
| الدرجة القصوى °م (°ف)             | 30 (86)                        | 33 (91)                        | 38 (100)                       | 40 (104)                       | 38 (100)                       | 40 (104)                       | 37 (99)                        | 37 (99)                        | 37 (99)                        | 35 (95)                        | 32 (90)                        | 28 (82)                        | 40 (104)                       |
| متوسط درجة الحرارة الكبرى °م (°ف) | 23 (73)                        | 25 (77)                        | 30 (86)                        | 31 (88)                        | 31 (88)                        | 31 (88)                        | 32 (90)                        | 32 (90)                        | 31 (88)                        | 30 (86)                        | 27 (81)                        | 24 (75)                        | 29 (84)                        |
| متوسط درجة الحرارة الصغرى °م (°ف) | 10 (50)                        | 12 (54)                        | 15 (59)                        | 20 (68)                        | 22 (72)                        | 25 (77)                        | 25 (77)                        | 25 (77)                        | 24 (75)                        | 21 (70)                        | 16 (61)                        | 11 (52)                        | 19 (66)                        |
| أدنى درجة حرارة °م (°ف)           | −2 (28)                        | −3 (27)                        | 4 (39)                         | 11 (52)                        | 16 (61)                        | 18 (64)                        | 20 (68)                        | 21 (70)                        | 20 (68)                        | 9 (48)                         | 0 (32)                         | −1 (30)                        | −3 (27)                        |
| معدل هطول الأمطار مم (إنش)        | 11.4 (0.45)                    | 12.8 (0.50)                    | 57.7 (2.27)                    | 142.3 (5.60)                   | 248.0 (9.76)                   | 350.1 (13.78)                  | 353.6 (13.92)                  | 269.9 (10.63)                  | 166.2 (6.54)                   | 79.2 (3.12)                    | 19.4 (0.76)                    | 5.1 (0.20)                     | 1٬715٫7 (67.53)                |
| المصدر: wunderground.com          |                                |                                |                                |                                |                                |                                |                                |                                |                                |                                |                                |                                |                                |